# Octávio Machado
Octávio Joaquim Coelho Machado é um treinador de futebol português nascido a 6 de maio de 1949.
Foi jogador do Palmelense Futebol Clube (na juventude). Esteve no Vitória de Setúbal onde foi treinado por José Maria Pedroto. No verão de 1975 foi para F.C. Porto. Terminou  a carreia de jogador em Setúbal.
Começou como treinador no Salgueiros, durante a época 1983/1984, mas foi dispensado a meio da época para integrar a equipa do FC Porto como treinador adjunto de Artur Jorge, no F.C. na época 1984/1985. Esteve no clube até 1992 acompanhando vários treinadores principais. Venceu vários campeonatos nacionais, uma Taça dos Campeões Europeus (vs Bayern Munique), uma Super Taça Europeia (vs Ajax Amesterdão), uma taça Intercontinental (vs Penharol).
Esteve mais tarde no Sporting entre 1995 e 1998 inclusive como adjunto de Robert Waseige que veio a substituir. Como treinador principal ganhou a Supertaça de Portugal frente ao FC Porto e orientou a equipa do Sporting CP na final do VeryLight saindo derrotado frente ao SL Benfica. Saíu à 8ª jornada.
Regressou ao F. C. Porto na época 2001/2002 mas acabou por sair.
Foi director geral da SAD (para a área desportiva) do Sporting, desde 2015 a 2017 integrando a equipa de Jorge Jesus.

## Palmares treinador
Supertaça De Portugal, 95/96, 01/02

## Palmares jogador
Liga Portuguesa, 77/78
Taça De Portugal, 1977